# Cartuja de Valldemosa

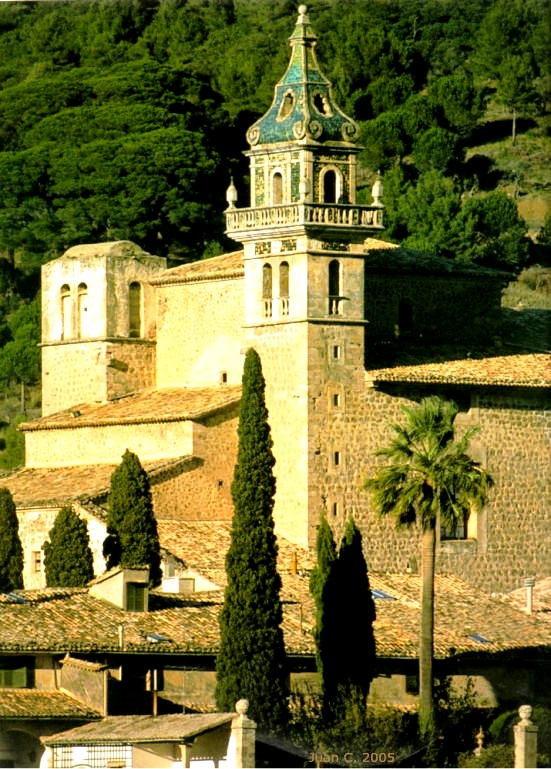
Vista de la torre del conjunto

La Real Cartuja de Jesús de Nazaret, más conocida como Cartuja de Valldemosa, es un palacio del municipio español de Valldemosa, en Mallorca, que fue residencia del rey Sancho I de Mallorca, antigua residencia real y real cartuja (siglo XV).
El origen del conjunto se remonta al tiempo del rey Jaime II de Mallorca, quien escogió este excepcional lugar de la sierra de Tramontana, situado a más de 400 metros de altura, para edificar un palacio para su hijo Sancho, conocido como el "Palacio del rey Sancho". En el año 1399 Martín el Humano cedió todas las posesiones reales de Valldemosa a los monjes cartujos. Estos fundaron la Cartuja y la habitaron hasta 1835, cuando pasó a manos privadas por la desamortización de Mendizábal.
La iglesia, edificio de estilo neoclásico decorado por grandes artistas y artesanos de la época, se empezó a construir en 1751 sobre la iglesia primitiva erigida en 1446. El conjunto cuenta con claustro —una de las partes más antiguas de las edificaciones actuales—, la antigua farmacia de los cartujos, jardín y las habitaciones de la Celda Prioral —capilla, biblioteca, sala de audiencias, dormitorio ...— donde se conserva el legado histórico y artístico de los cartujos, mostrando cómo vivían los monjes. En la celda 4 se encuentran los documentos y recuerdos de la estancia del músico Frederic Chopin y la escritora George Sand el invierno del año 1838-1839. Chopin compuso allí sus Preludios Op. 28 y Sand escribió Un invierno en Mallorca.
En el conjunto está el Museo Municipal, que acoge una sección dedicada a la antigua Imprenta Guasp, la sala del Archiduque Luis Salvador, la pinacoteca "La Serra de Tramuntana" y una colección de arte contemporáneo. Atravesando la plaza de la Cartuja y pasando por delante del Estudio del pintor Coll Bardolet se encuentra el Palacio del rey Sancho, una lujosa mansión que conserva elementos de la antigua Cartuja, como la escalera de acceso, el claustro y la torre de defensa.
Además de Chopin, en la Cartuja han pasado temporadas personajes como Gaspar Melchor de Jovellanos —confinado en Valldemosa por cuestiones políticas—, Rubén Darío, Azorín, Santiago Rusiñol y Miguel de Unamuno, entre otros. Este último describe el ambiente, el paisaje y los edificios de la Cartuja en su obra Andanzas y visiones españolas.
Hasta 2004 el salón de música del Palacio acoge cada día actuaciones folclóricas a cargo del Parado de Valldemosa y conciertos de piano interpretados por destacados pianistas.